# El nou estat industrial
El nou estat industrial és el títol d'un llibre escrit el 1967 per John Kenneth Galbraith. Al llibre Galbraith defensa que en el sector industrial de les societats capitalistes modernes, el mecanisme tradicional d'oferta i demanda és suplantat per la planificació de les grans empreses, usant tècniques que van des de la publicitat al màrqueting fins a la integració vertical.
Galbraith argumenta que això s'ha convertit en necessari a causa de la planificació a llarg termini requerida per uns processos de producció que impliquen tecnologia molt avançada i complexa (en les societats soviètiques aquests tipus de reptes tecnològics trobaren resposta també en sistemes similars de planificació) que impliquen un substancial risc addicional. Un dels resultats que es deriva d'aquest fet és que la competència perfecta, tal com s'entén generalment en la teoria econòmica clàssica, deixa de ser una explicació útil per al sector industrial (malgrat que pot ser útil encara per entendre altres sectors dominats per petites empreses).
Galbraith argumenta que el sistema industrial -que ell defineix, en termes generals, com aquelles empreses que controlen al voltant de dos terços de la producció de sectors clau de l'economia- és controlat a la pràctica per una tecnoestructura més que pels seus propietaris o accionistes. Defensa que la tecnoestructura no actua per maximitzar el benefici (ja que això comporta un cert risc de fracàs) sinó per mantenir l'organització i assegurar la seva expansió. La principal motivació de la tecnoestructura és mantenir el control de l'empresa; per això, per exemple, prefereix finançar-se via beneficis no distribuïts en comptes d'endeutament.
El concepte tradicional del risc associat a les petites empreses esdevé menys rellevant per a les grans empreses industrials. El risc és mitigat per accords a llarg termini i instruments financers com ara els  contractes a futur que permeten pal·liar la volatilitat dels preus de les matèries primeres. Un altre factor també necessari per a la planificació de la producció industrial a llarg termini és la influència en els governs en les decisions de política econòmica i legislació laboral.